# Опара (река)
Опара — река в России, протекает по Республике Коми, течёт по территории Княжпогостского района. Устье реки находится в 43 км по левому берегу реки Кылтовка. Длина реки составляет 10 км. Площадь водосборного бассейна — 24,3 км².

## Данные водного реестра
По данным государственного водного реестра России относится к Двинско-Печорскому бассейновому округу, водохозяйственный участок реки — Вычегда от города Сыктывкар и до устья, речной подбассейн реки — Вычегда. Речной бассейн реки — Северная Двина.
Код объекта в государственном водном реестре — 03020200212103000022699.